# Die Frau meines Lehrers
Die Frau meines Lehrers (My Teacher's Wife) ist eine US-amerikanische Filmkomödie von Bruce Leddy aus dem Jahr 1995.

## Handlung
Todd Boomer steht kurz vor dem Ende der High School und soll auf Drängen seines Vaters auf die Harvard University gehen, aber er hat Probleme in Mathematik. Nachdem Todd seinen Matheanalyse-Test nicht bestanden hat, steht sein Abschluss auf der Kippe. Zufällig lernt Todd Vicky Mueller kennen, die bereit ist, ihm Nachhilfeunterricht zu geben. Die junge, attraktive Frau ist die Ehefrau seines Lehrers Roy Mueller, was ihn nicht davon abhält, für sie zu schwärmen. Schon bald zeigt sich, dass Vicki eine gute Lehrerin ist, denn Tods Noten bessern sich drastisch, was ihm ein Lob seines Lehrers einbringt.
Gegenseitiges Interesse, angeregt durch ähnliche Hobbys, denn Todd zeichnet gut und Vicki erstellt Metallskulpturen, führt zu einem natürlichen Ergebnis – Todd und Vicki verlieben sich ineinander und ihre Treffen werden zu Verabredungen. Beide werden nicht durch die Tatsache aufgehalten, dass Vicki verheiratet ist, da sich Vickys Ehe nach ihren eigenen Worten „erschöpft“ hat. Zudem gibt es keine Kinder, der Ehemann kümmert sich ständig nur um seine eigenen Angelegenheiten, interessiert sich überhaupt nicht für seine Frau und betitelt ihr Hobby als „unwürdige Laune“.
Der Tag des Aufnahmegesprächs in Harvard rückt näher und Herr Mueller hat bereits seine Empfehlung dazu abgeben, als er herausfindet, dass seine Frau ihn mit seinem Schüler betrügt. Während Todd überlegt, was er tun soll, ertappt Mueller ihn und Vicki miteinander, was ihm erst einmal ein blaues Auge einbringt.
Doch jede Wolke hat einen Silberstreif am Horizont: Vicki beschließt schließlich, ihr Leben zu ändern, nach New York zu gehen und dort mit ihren Skulpturen den Durchbruch zu versuchen. Und Todd? Er erschien zwar zu seinem Aufnahmegespräch, doch verwirrte er das Gremium als ihm die Frage gestellt wurde: „Warum Harvard?“ Denn er antwortet, dass er in den letzten Wochen etwas begriffen hätte: Egal wie gut diese Universität ist, es ist nicht das, was er braucht. Als er nach Hause zurückkehrt, kündigt Todd seinen Eltern an, dass er auf die Kunstschule gehen wird. Entgegen seiner Befürchtung akzeptiert der Vater die Entscheidung seines Sohnes problemlos.

## Hintergrund
Der Film wurde unter anderen in der New Hanover High School in Wilmington (North Carolina) gedreht.
Der DVD-Start erfolgte am 20. März 2003.

## Kritiken
Diane Selkirk spottete im Apollo Guide, die Anwesenheit von Tia Carrere in den Credits müsste die potentiellen Zuschauer nervös machen. Carrere habe „dankbarerweise“ seit Wayne’s World einige Schauspielunterrichtsstunden genommen. Sie erreiche zwar nicht das Niveau von Meryl Streep, aber sie konzentriere sich auf das, was sie am besten könne: Gut auszusehen. Die Darstellung von Jason London sei „flach“. Das Spiel von Zak Orth sei „solide“, er verkörpere jenen Charakter, in den man sich am meisten hineinversetzen könne. Der Film sage trotz seiner Schwächen etwas über das Erwachsenwerden und über die Konflikte, mit denen man im Leben konfrontiert sei.
Der deutsche Filmdienst nannte den Film ein: „Komödie aus dem Highschool-Milieu, die in leidlich überzeugender Darstellung die üblichen Klischees bedient.“
Auch Cinema fand keine lobende Worte und meinte nur: „Pubertäre Teenie-Romanze ohne Pfiff.“